# NGC 7240
NGC 7240 é uma galáxia elíptica (E-S0) localizada na direcção da constelação de Lacerta. Possui uma declinação de +37° 16' 50" e uma ascensão recta de 22 horas, 15 minutos e 22,7 segundos.
A galáxia NGC 7240 foi descoberta em 24 de Setembro de 1873 por Édouard Jean-Marie Stephan.